# Avenue Brigadeiro Luís Antônio
L'avenue Brigadeiro Luís Antônio est une avenue importante de la ville de São Paulo.

## Situation et accès
Elle relie le centre-ville à la région de la Paulista et à la zone centre-sud de la ville. 
À quelques mètres de l'intersection de cette avenue avec l'avenue Paulista et la rua Manoel da Nóbrega, se trouve la station Brigadeiro de la ligne 2-Vert du métro.

## Origine du nom
Son nom est un hommage à l'un des plus grands propriétaires fonciers de l'histoire de l'État de São Paulo, le brigadier Luís António de Sousa Queirós.

## Historique
Avec l'avenue Santo Amaro, elle forme ce qui était l'ancienne estrada de Santo Amaro, qui reliait São Paulo à Santo Amaro, qui jusqu'en 1934 était une municipalité autonome.

## Bâtiments remarquables et lieux de mémoire
Parmi les principales adresses de l'avenue figurent le teatro Abril, l'hôpital Pérola Byington, l'Association Paulista de Medicine, l'hôpital Brigadeiro, l'Hôtel Unique et l'Hôtel Danúbio. 